# ارنستینا هررا دی نوبل
ارنستینا هررا دی نوبل (انگلیسی: Ernestina Herrera de Noble؛ ۷ ژوئن ۱۹۲۵-14 ژوئن 2017) کارآفرین، سرمایه‌دار و مدیر ارشد اجرایی آرژانتینی است، که در حال حاضر به‌عنوان رئیس هیئت مدیره گروه کلارین فعالیت می‌کند.